# Valvotjärnen
Valvotjärnen är namnen på två tjärnar på var sin sida om berget Válvvo öster om Östra Jutis eller Lulep Juvtas i Arjeplogs kommun i Lappland, Sverige:
- Valvotjärnen (Arjeplogs socken, Lappland, 734620-156630), sjö i Arjeplogs kommun, 66°12′35″N 17°16′25″Ö / 66.2096°N 17.2735°Ö (8,68 ha)
- Valvotjärnen (Arjeplogs socken, Lappland, 734747-156697), sjö i Arjeplogs kommun, 66°13′06″N 17°17′44″Ö / 66.2183°N 17.2955°Ö (7,84 ha)